# Андрей Гропа
Андрей Гропа (на албански: Andrea Gropa; на сръбски: Андрија Гропа или Andrija Gropa) е феодален владетел на Охрид и Охридско от XIV век.

## Биография
Андрей Гропа принадлежи към албанската аристократична фамилия Гропа. Възможно е да е син на владетеля на Охридско и Дебърско Пал Гропа. След смъртта на цар Стефан Душан в 1355 година Андрей Гропа е местен владетел в Охрид. Според Музакиевата хроника Гропа е женен за Ана (Кирана), дъщеря на албанския властел Андрей II Музака.
В 1378 година Андрей Гропа е споменат в ктиторския надпис на охридската църква „Свети Климент“, където е наречен „велик жупан и господар“ на Охрид. Името ΓΡΩΠΑ е предадено с псевдомонограм (с две, а не с една голяма буква). Девет упражнения по изписване на същия псевдомонограм ΓΡΩΠΑ има на цокъла на църквата „Света София“ в Охрид, които очевидно са предхождали поставянето му от писача върху официален документ - дарствена грамота или писмо. В „Света София“ има запазен и двоен монограм ΑΝΔΡΕΑ ΓΡΩΠΑ.
Споменаване на Андрей Гропа има в надгробния надпис на Остоя Раякович от 1379 година в „Света Богородица Перивлепта“ в Охрид. В него Раякович е назован „сродник на крал Марко, зет на жупана Гропа“.
Андрей Гропа сече собствени монети, на които на предната страна е изобразен Христос на трон, а на задната пише „По милости Божи жупан Гропа. На някои от монетите му има В. Ж., тоест велик жупан.
Преди Черноменската битка в 1371 година Гропа вероятно е васал на резидиращия в Прилеп крал Вълкашин. След смъртта на Вълкашин и брат му Углеша в битката, според Музакиевата хроника, Гропа заедно с Андрей II Музака и Балша II Балшич се обявява срещу крал Марко, овладява Костур и става полунезависим от Марко. Николай Овчаров отбелязва, че в многобройните му монограми от скриптория на „Света София“ няма споменаване на неговата титла, а титлите на всички други лица в надписите са отбелязани. А след като се отделя от кралството, Гропа винаги подчертава, че е „жупан“ или „велик жупан“. Тоест по времето, когато са писани монограмите, Гропа е само кефалия, наместник на града. Така и в надписа на „Света Богородица Перивлепта“ от 1365 година се споменава цар Стефан Урош, в надписа в „Свети Климент“ от 1378 година няма споменаване нито на сръбския цар, нито на прилепския крал. Съдейки по надгробния надпис на Остоя Раякович, Овчаров смята, че и след отпадането на Охрид от пряката кралска власт, васалната зависимост формално е запазена.